# Mercedes-Benz Sprinter
Il Mercedes-Benz Sprinter è un veicolo commerciale leggero prodotto a partire dal 1995 dalla Mercedes-Benz, in sostituzione dello storico ma ormai datato Mercedes-Benz T1. Proprio nell'anno del debutto lo Sprinter è stato insignito del premio International Van of the Year.
Nel 2006 ne è stata presentata la seconda serie e nel 2014 lo Sprinter ha subìto un profondo restyling, sia frontalmente che posteriormente.

## Serie

### W 901-905
La prima serie, prodotta nello stabilimento di Düsseldorf ma anche a Buenos Aires e in Vietnam, era spinta dal motore diesel 2,3 l OM601, dal turbodiesel 2,9 l OM602 e dal motore a benzina 2,3 l M111. Le sigle W901, W902, W903, W904, W905 identificavano le varianti in base al p.t.t., che andava da 2,8 t a 6,0 t.
Nel 2000 lo Sprinter ha subito un significativo restyling a cui ne è seguito uno meno vistoso nel 2002. Sempre nel 2000 cambiano i propulsori diesel disponibili, che divengono il 2,1 l OM611 CDi e il 2,7 l OM612/OM647 CDi. Dal 2001 il mezzo viene commercializzato negli Stati Uniti con il marchio Freightliner, mentre dal 2003 nel resto dell'America del Nord prende il nome di "Dodge Sprinter".
In Giappone viene venduto come "Mercedes-Benz Transporter T1N" poiché il nome Sprinter veniva utilizzato dalla Toyota per una versione aggiornata della Corolla.

### W 906
La nuova serie debutta nel 2006, anche in questo caso con i tre marchi Mercedes-Benz, Freightliner e Dodge (quest'ultimo fino al 2010). I propulsori sono due Diesel - 2,1 l 4 cilindri in linea OM646 CDi (con diversi livelli di potenza) e 3,0 l V6 OM642 CDi - e un benzina - 3,5 l V6 M272; il p.t.t. varia tra 3,0 e 5,0 t. cambio a 5 o 6 marce e cambio automatico
Tra il 2013 e il 2014 sono stati predisposti vari aggiornamenti dello Sprinter, che includono il restyling di interni ed esterni, nuove installazioni di sicurezza come il sistema anticollisione e il nuovo motore OM651 BlueTEC.

### BR 907/910
La terza serie dello Sprinter è stata presentata il 6 febbraio 2018 a Duisburg, la consegna dei primi veicoli nel giugno 2018. Le versioni più grandi dello Sprinter continuano ad avere la trazione posteriore (designazione di serie interna 907). Per le lunghezze più piccole, motori e carichi utili sono offerti anche con trazione anteriore (designazione interna di serie 910).

## Impieghi
Nonostante fosse nato essenzialmente per utilizzo commerciale lo Sprinter ha avuto larga diffusione anche negli allestimenti come mezzo di soccorso: ambulanza (è divenuto quella standard del National Health Service), veicolo dei vigili del fuoco e delle forze dell'ordine, in quest'ultimo campo è stato tra l'altro adottato dalla Hong Kong Police Force. Un altro diverso impiego è quello come camper, in questo settore hanno guadagnato terreno le versioni dotate di accessori di lusso.
La versione pulmino esiste in tre varianti, di cui una a tre assi; infine è presente quella 4×4, che ha anche partecipato a rally raid.

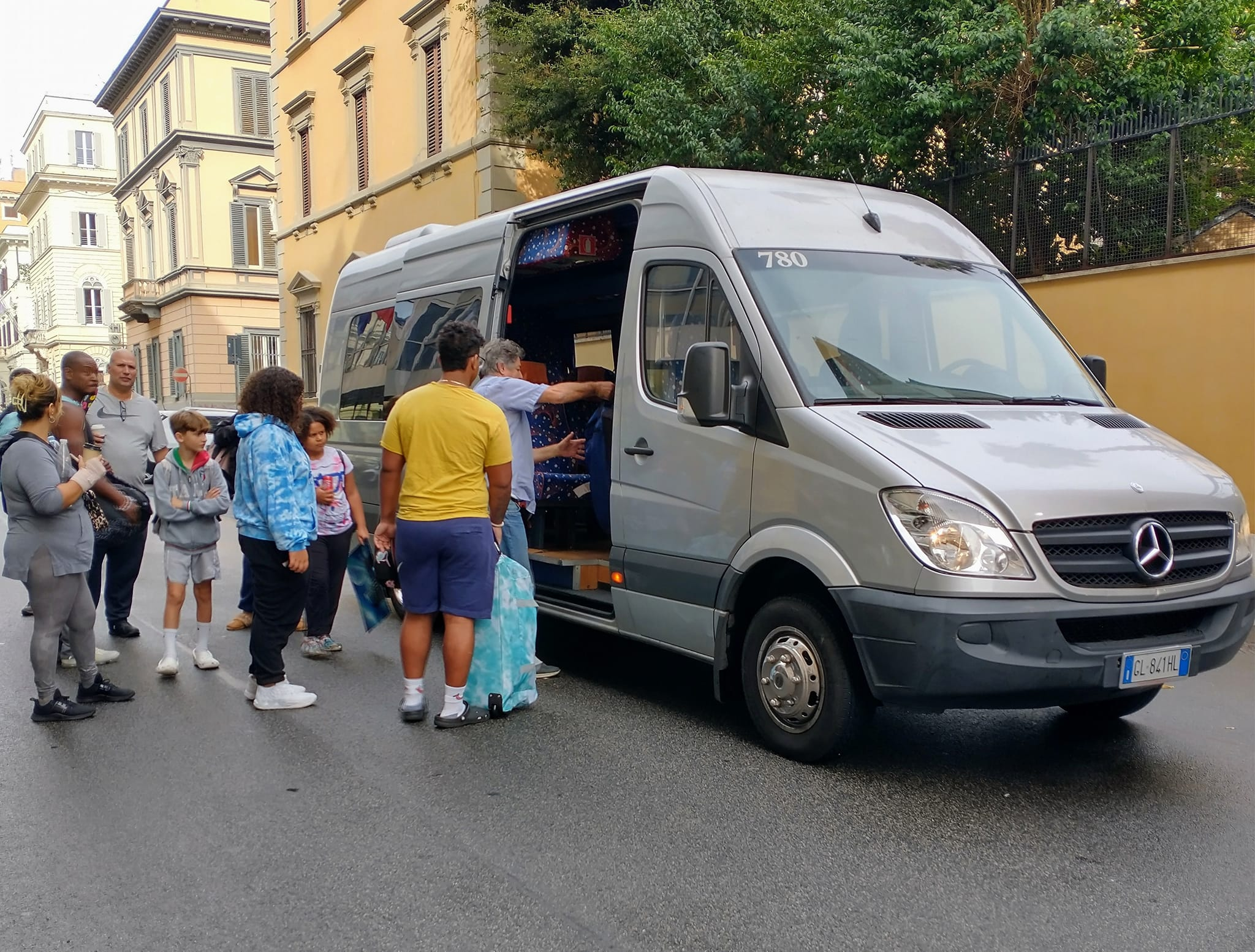
Un pulmino Mercedes Benz Sprinter 518 di Porzio Mobility impegnato nel trasporto di alcuni turisti a Roma.